# Resurrección de la hija de Jairo

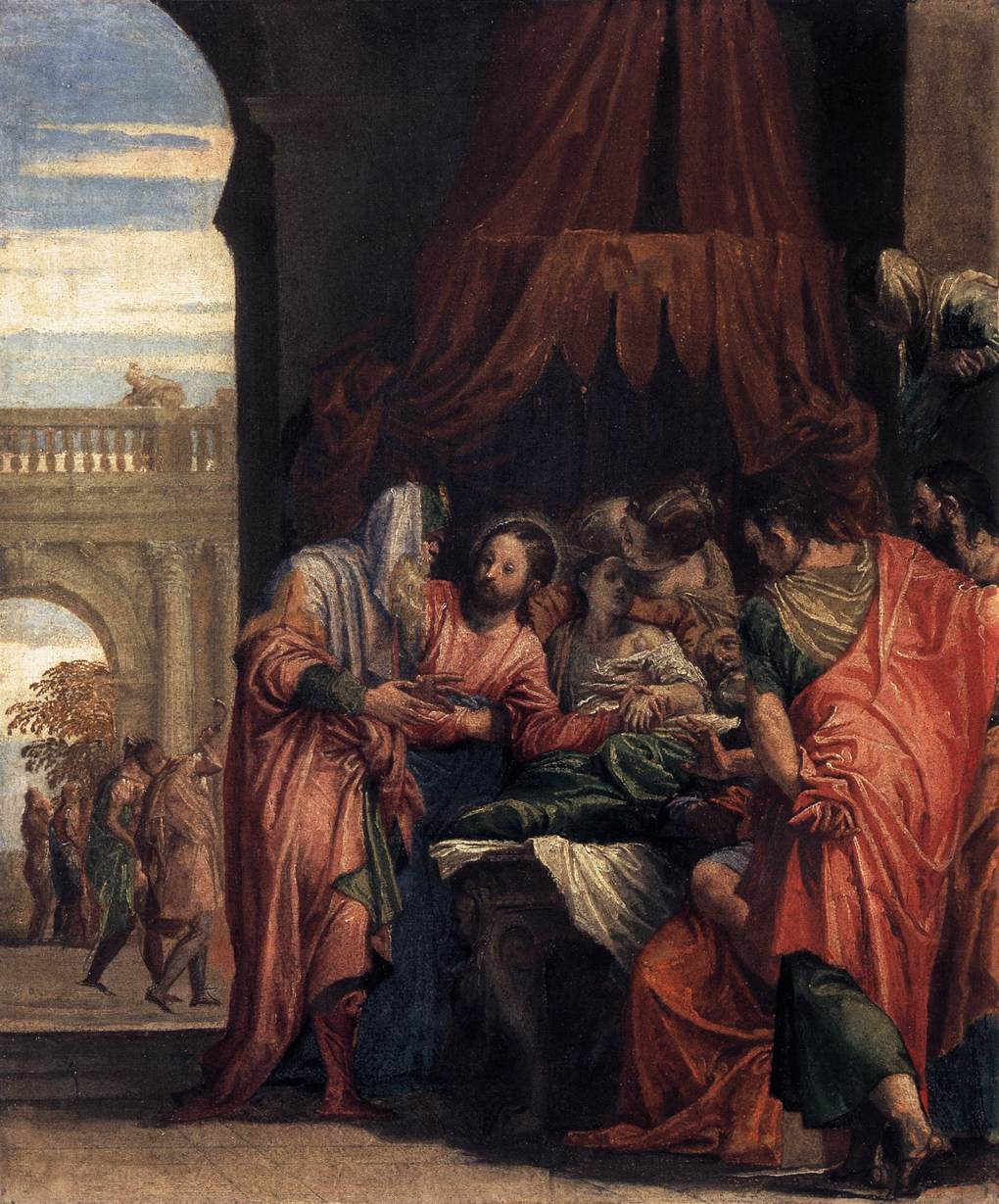
Resurrección de la hija de Jairo por Paolo Veronese, 1546

La resurrección de la hija de Jairo es un milagro de Jesús que se relata en los Evangelios sinópticos, donde se entremezcla con el relato de la curación de la hemorroísa. Las narraciones se encuentran en Marcos 5:21-43,  Mateo 9:18-26 y Lucas 8:40–56.

## Texto bíblico
- Según Mateo 9:18-26

Mientras les decía estas cosas, un hombre importante se acercó, se postró ante él y le dijo: —Mi hija se acaba de morir, pero ven, pon la mano sobre ella y vivirá. Jesús se levantó y le siguió con sus discípulos. En esto, una mujer que padecía flujo de sangre hacía doce años, acercándose por detrás, tocó el borde de su manto, porque se decía a sí misma: «Con sólo tocar su manto me curaré». Jesús se volvió y mirándola le dijo: —Ten confianza, hija, tu fe te ha salvado. Y desde ese mismo momento quedó curada la mujer. Cuando llegó Jesús a la casa de aquel hombre y vio a los músicos fúnebres y a la gente alterada, comenzó a decir: —Retiraos; la niña no ha muerto, sino que duerme. Pero se reían de él. Y, cuando echaron de allí a la gente, entró, la tomó de la mano y la niña se levantó. Y esta noticia corrió por toda aquella comarca.

- Según Marcos  5:21-43

Y tras cruzar de nuevo Jesús en la barca hasta la orilla opuesta, se congregó una gran muchedumbre a su alrededor mientras él estaba junto al mar. Viene uno de los jefes de la sinagoga, que se llamaba Jairo. Al verlo, se postra a sus pies y le suplica con insistencia diciendo: —Mi hija está en las últimas. Ven, pon las manos sobre ella para que se salve y viva. Se fue con él, y le seguía la muchedumbre, que le apretujaba. Y una mujer que tenía un flujo de sangre desde hacía doce años, y que había sufrido mucho a manos de muchos médicos y se había gastado todos sus bienes sin aprovecharle de nada, sino que iba de mal en peor, cuando oyó hablar de Jesús, vino por detrás entre la muchedumbre y le tocó el manto —porque decía: «Con que toque sus ropas, me curaré»—. Y de repente se secó la fuente de sangre y sintió en su cuerpo que estaba curada de la enfermedad. Y al momento Jesús conoció en sí mismo la fuerza salida de él y, vuelto hacia la muchedumbre, decía: —¿Quién me ha tocado la ropa? Y le decían sus discípulos: —Ves que la muchedumbre te apretuja y dices: «¿Quién me ha tocado?». Y miraba a su alrededor para ver a la que había hecho esto. La mujer, asustada y temblando, sabiendo lo que le había ocurrido, se acercó, se postró ante él y le dijo toda la verdad. Él entonces le dijo: —Hija, tu fe te ha salvado. Vete en paz y queda curada de tu dolencia. Todavía estaba él hablando, cuando llegan desde la casa del jefe de la sinagoga, diciendo: —Tu hija ha muerto, ¿para qué molestas ya al Maestro? Jesús, al oír lo que hablaban, le dice al jefe de la sinagoga: —No temas, tan sólo ten fe. Y no permitió que nadie le siguiera, excepto Pedro, Santiago y Juan, el hermano de Santiago. Llegan a la casa del jefe de la sinagoga, y ve el alboroto y a los que lloraban y a las plañideras. Y al entrar, les dice: —¿Por qué alborotáis y estáis llorando? La niña no ha muerto, sino que duerme. Y se burlaban de él. Pero él, haciendo salir a todos, toma consigo al padre y a la madre de la niña y a los que le acompañaban, y entra donde estaba la niña. Y tomando la mano de la niña, le dice: —Talitha qum — que significa: «Niña, a ti te digo, levántate». Y enseguida la niña se levantó y se puso a andar, pues tenía doce años. Y quedaron llenos de asombro. Les insistió mucho en que nadie lo supiera, y dijo que le dieran a ella de comer.

- Según Lucas  8:40–56

Al volver Jesús le recibió la muchedumbre, porque todos estaban esperándole. Entonces llegó un hombre, llamado Jairo, que era jefe de la sinagoga, y se postró a los pies de Jesús suplicándole que entrase en su casa, porque tenía una hija única de unos doce años que se estaba muriendo. Mientras iba, la multitud le apretujaba. Y una mujer que tenía un flujo de sangre desde hacía doce años y que había gastado toda su hacienda en médicos sin que ninguno hubiese podido curarla, se acercó por detrás, le tocó el borde del manto y al instante cesó el flujo de sangre. Entonces dijo Jesús: —¿Quién es el que me ha tocado? Al negarlo todos, dijo Pedro: —Maestro, la muchedumbre te aprieta y te empuja. Pero Jesús dijo: —Alguien me ha tocado, porque yo me he dado cuenta de que una fuerza ha salido de mí. Viendo la mujer que aquello no había quedado oculto, se acercó temblando, se postró ante él y declaró delante de todo el pueblo la causa por la que le había tocado, y cómo al instante había quedado curada. Él entonces le dijo: —Hija, tu fe te ha salvado. Vete en paz. Todavía estaba él hablando, cuando vino uno de la casa del jefe de la sinagoga diciendo: —Tu hija ha muerto, no molestes más al Maestro. Al oírlo Jesús, le respondió: —No temas, tan sólo ten fe y se salvará. Cuando llegó a la casa, no permitió que nadie entrara con él, excepto Pedro, Juan y Santiago, y el padre y la madre de la niña. Todos lloraban y se lamentaban por ella. Pero él dijo: —No lloréis; no ha muerto, sino que duerme. Y se burlaban de él, sabiendo que estaba muerta. Él, tomándola de la mano, dijo en voz alta: —Niña, levántate. 'Volvió a ella su espíritu y al instante se levantó, y Jesús mandó que le dieran de comer. Y sus padres quedaron asombrados; pero él les ordenó que no dijeran a nadie lo que había sucedido.

## Interpretación de la Iglesia católica
Con estos dos milagros se muestra, otra vez, la necesidad de la fe para ser dignos de recibir las acciones salvadoras de Jesús (cfr notas a Mc 5,21-43 y Lc 8,40-56). La fe de la hemorroísa, que muestra de forma tímida, superó todos los obstáculos y consiguió lo que, a todas luces, parecía imposible: «La fe curó en un momento lo que en doce años no pudo curar la ciencia humana. (…) La mujer tocó la vestidura y fue curada, fue liberada de un mal antiguo. Infelices de nosotros que, aun recibiendo y comiendo cada día el cuerpo del Señor, no nos curamos de nuestras calamidades. No es Cristo quien falta al que está enfermo, sino la fe. Ahora que Él permanece en nosotros, podrá curar las heridas mucho más que entonces, cuando de paso curó de esta manera a una mujer». El caso del hombre importante de la ciudad también es verdaderamente edificante. Se humilla ante Jesús y le pide claramente su intervención, ya que su hija había muerto (v. 18). Para un milagro tan grande se necesita también una fe muy grande: «Aquel hombre creyó, y su hija resucitó y vivió. También cuando Lázaro estaba muerto, nuestro Señor dijo a Marta: Si crees, tu hermano resucitará. Y Marta le contestó: Sí, Señor, yo creo. Y el Señor le resucitó después de cuatro días. Acerquémonos, pues, carísimos, a la fe de la que brotan tantos poderes. La fe elevó a algunos hasta el cielo, venció las aguas del diluvio, multiplicó la descendencia de las que eran estériles, (…) calmó las olas, sanó a los enfermos, venció a los poderosos, hizo derruir murallas, cerró las bocas de los leones, extinguió la llama de fuego, humilló a los soberbios y encumbró a los humildes hasta el honor de la gloria. Todos estos portentos fueron realizados por la fe».
En la descripción san Marcos de estos dos milagros se nota su predilección por los detalles y, a la vez, cada cosa que relata está orientada a enfatizar las enseñanzas de Jesús a sus lectores: el valor de la fe en Jesús, y el encuentro personal con Él. La hemorroísa padecía una enfermedad por la que incurría en impureza legal. El evangelista señala la situación desesperada de esta mujer y su valor para tocar las vestiduras de Jesús. «Ella toca, la muchedumbre oprime. ¿Qué significa “tocó” sino que creyó?»  La historia de Jairo muestra también la fe del jefe de la sinagoga que, alentado por Jesús, vence las dificultades que van surgiendo. Su hija está a punto de morir y por eso pasa por encima de ello y Jesús lo reconforta y lo recompensa. «Quien sabe dar buenos dones a sus hijos nos obliga a pedir, buscar y llamar. (…) Esto puede causar extrañeza si no entendemos que Dios nuestro Señor (…) pretende ejercitar con la oración nuestros deseos, y prepara la capacidad para recibir lo que nos ha de dar»

## Contradicciones
El pasaje del milagro de Jairo y la curación de la mujer es uno de los episodios que los estudiosos suelen mencionar para ilustrar las contradicciones de la Biblia, especialmente en lo relativo a la petición de Jairo, que en Mateo anuncia que la hija ha fallecido, mientras que en Marcos y Lucas le hace saber que está muy enferma o a la forma en que la mujer aborda a Jesús (que en Mateo es directa y sin mencionar compañía), mientras que en Marcos y Lucas se menciona la existencia de una gran multitud, y que no se reconoce a la mujer en un primer momento.

## Iconografía
La resurrección de la hija de Jairo es un tema relativamente frecuente en el arte cristiano.

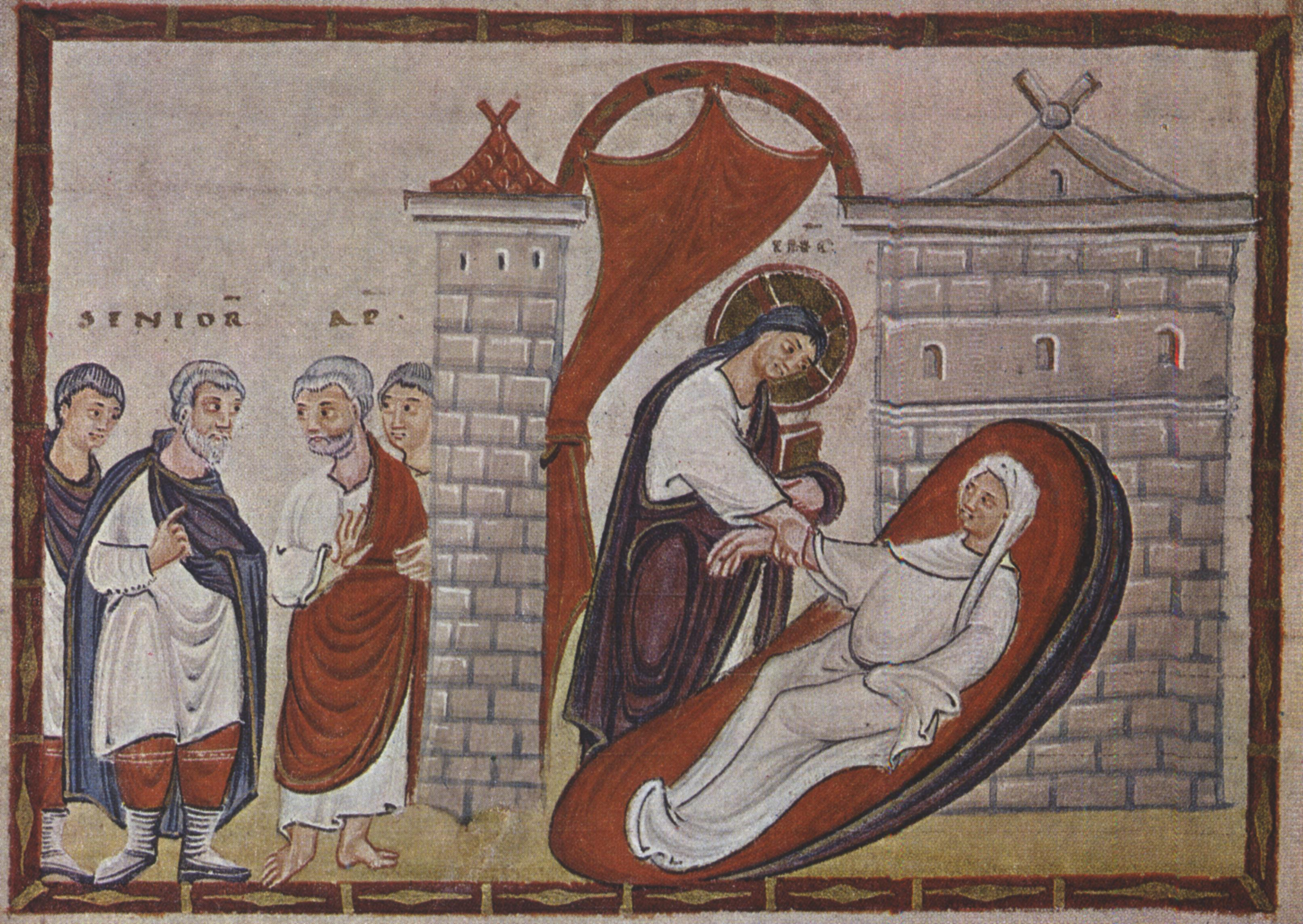
Codex Egberti (siglo X).
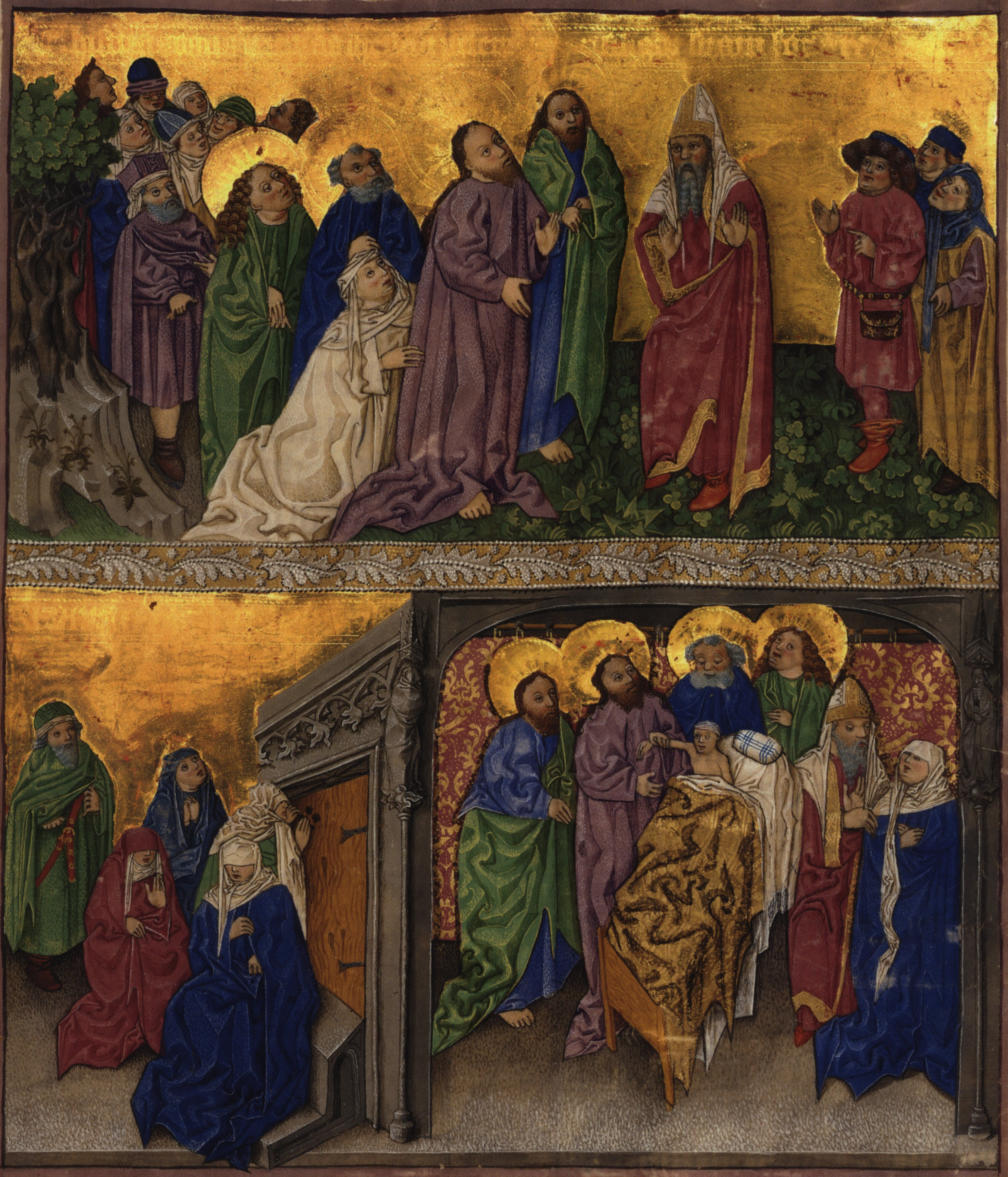
Biblia Ottheinrich (ca. 1430).
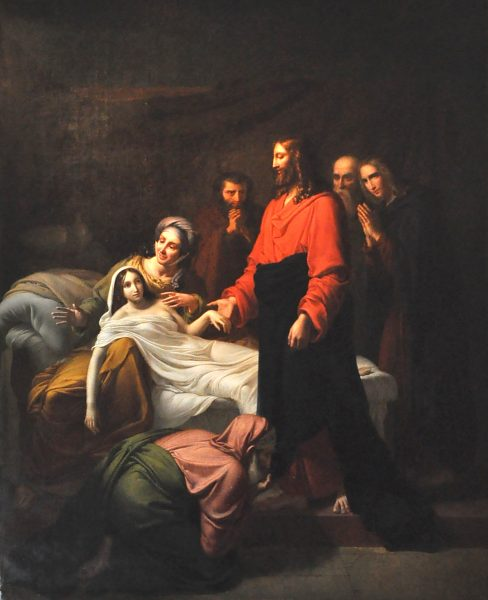
Pierre Claude François Delorme (1817).
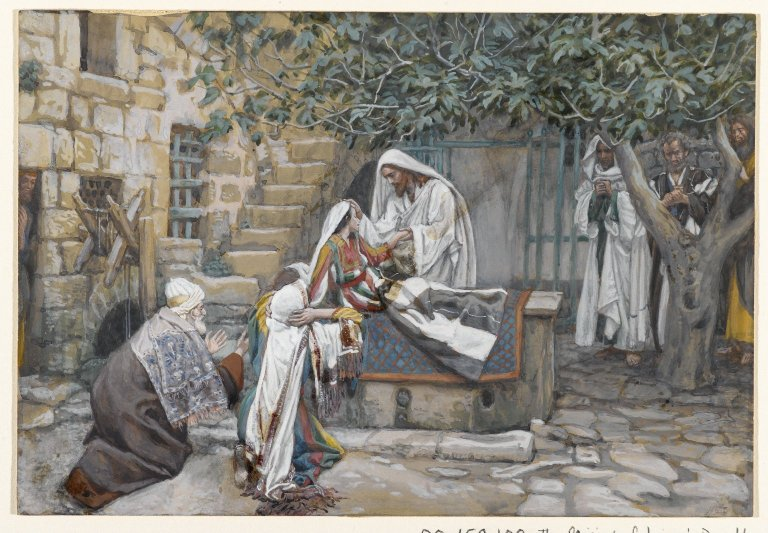
James Tissot (ca. 1890).
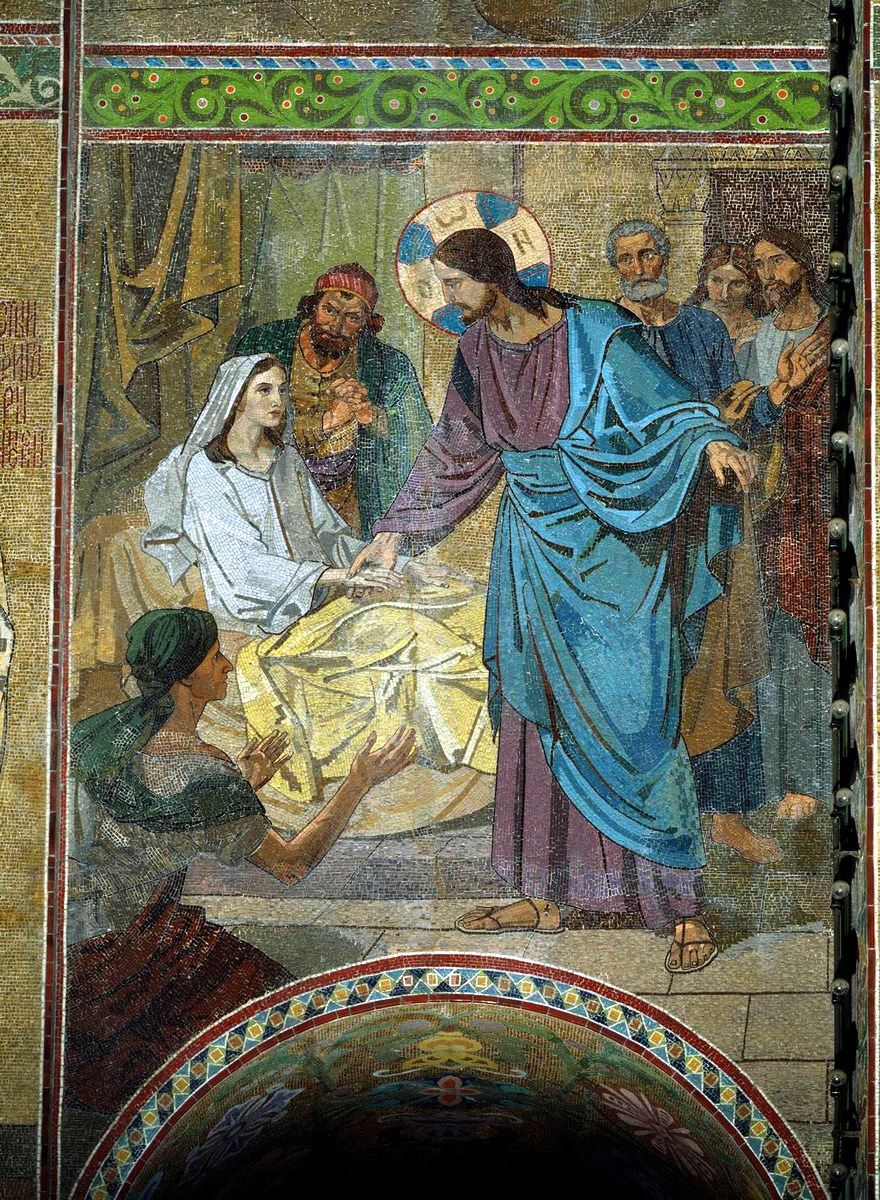
Mosaico de Sergeyevich Zhuravlev (1901).
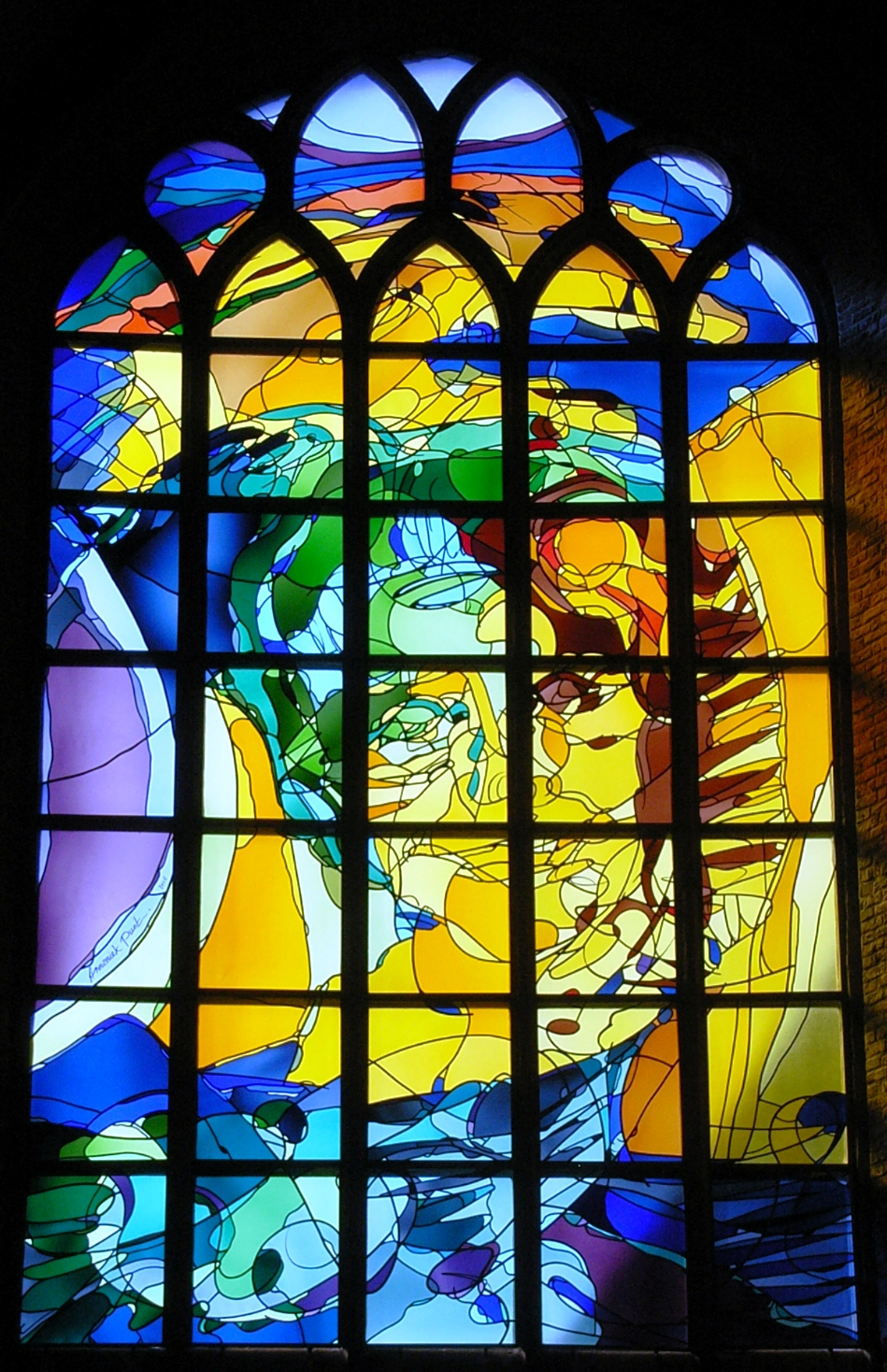
Vitral de Annemiek Punt (2006).